# James Bond Junior
Pour les articles homonymes, voir James Bond Jr..
James Bond Junior (James Bond Jr.) est une série télévisée d'animation américaine en 65 épisodes de 25 minutes, créée d'après le héros éponyme de Ian Fleming et diffusée entre le 16 septembre 1991 et le 13 décembre 1991 en syndication.
En France, la série a été diffusée à partir d'avril 1992 dans Canaille Peluche sur Canal+, puis rediffusée à partir de décembre 1993 dans Télévisator 2 sur France 2.

## Synopsis
Cette série met en scène les aventures d'un personnage décrit comme étant le neveu de James Bond. Comme son oncle, James Bond junior a l'âme d'un aventurier et combat les méchants, entouré de belles voitures, de jolies filles et de gadgets.

## Fiche technique
- Producteur : Michael G. Wilson
- Réalisateurs : Tony Love, Bill Hutton
- Doublage : Frédéric & Darkjul
- Auteur : Darkjul

## Voix françaises
- Luq Hamet : James Bond junior
- Éric Legrand : Q, Odd-Job
- Françoise Pavy : Goldie Finger
- Bernard Soufflet : Gordo
- Vincent Ropion : Trevor
- Laurence Crouzet : Phoebe
- Danièle Douet : Tracy
- Serge Bourrier : Goldfinger, Baron Van Skining
- Patrick Messe : M. Mitchell, Docteur No, Capitaine Plancq et Le Docteur Dérangé

## Épisodes
1. L'Arrivée (The Beginning)
2. Titre français inconnu (Earth Cracker)
3. Le caméléon (The Chameleon)
4. Titre français inconnu (Shifting Sands)
5. Titre français inconnu (Plunder Down Under)
6. Affaire de sang-froid (A Chilling Affair)
7. Titre français inconnu (Nothing to Play With)
8. Attention danger (Location Danger)
9. Le missile (The Eiffel Missile)
10. Titre français inconnu (A Worm in the Apple)
11. La vallée de tous les dangers (Valley of the Hungry Dunes)
12. Escale à Pompéi (Pompeii and Circumstance)
13. Titre français inconnu (Never Give a Villain a Fair Shake)
14. Une ville en or (City of Gold)
15. Titre français inconnu (Never Lose Hope)
16. Le monstre du Loch Ness (No Such Loch)
17. Rendez-vous à Macao (Appointment in Macau)
18. La lampe magique (Lamp of Darkness)
19. Titre français inconnu (Hostile Takeover)
20. Titre français inconnu (Cruise to Oblivion)
21. Une grave affaire (A Race Against Disaster)
22. La course inhumaine (The Inhuman Race)
23. Titre français inconnu (Live and Let's Dance)
24. Le sabre du pouvoir (The Sword of Power)
25. Question de temps (It's All in the Timing)
26. La danse des toréadors (Dance of the Toreadors)
27. La fontaine de la terreur(Fountain of Terror)
28. Titre français inconnu (The Emerald Key)
29. Terreur en mer (Ship of Terror)
30. Titre français inconnu (Deadly Recall)
31. Bravo, camarades ! (Hunt For Red Star One)
32. Brouillard écossais (Scottish Mist)
33. L'art du diable (The Art of Evil)
34. Titre français inconnu (The Heartbreak Caper)
35. Télépathie (Mindfield)
36. Titre français inconnu (Leonardo da Vinci's Vault)
37. Titre français inconnu (Far Out West)
38. Titre français inconnu (Avalanche Run)
39. Titre français inconnu (Queen's Ransom)
40. La grande attraction (Barbella's Big Attraction)
41. Un jeu d'enfer (There But for Ms. Fortune)
42. les extra-terrestres (Invaders from S.C.U.M.)
43. Titre français inconnu (Going for the Gold)
44. Un esprit dérangé (A DeRanged Mind)
45. Titre français inconnu (Catching the Wave)
46. Les derniers toubous (Last of the Tooboos)
47. Titre français inconnu (S.C.U.M. on the Water)
48. De l'or toujours de l'or (Goldie's Gold Scam)
49. Une vie de chien (Canine Caper)
50. La météo en folie (Weather or Not)
51. Ce cher vieux Sud (Ol' Man River)
52. Titre français inconnu (Between a Rock and a Hard Place)
53. Élémentaire ! (Sherlock IQ)
54. L'astéroïde fou (Killer Asteroid)
55. Le train du danger (Danger Train)
56. Titre français inconnu (Quantum Diamonds)
57. Les rubis ne sont pas éternels (Rubies Aren't Forever)
58. Le jardin du diable (Garden of Evil)
59. La chose dans la glace (The Thing in the Ice)
60. Titre français inconnu (Goldie Finger at the End of the Rainbow)
61. Titre français inconnu (Dutch Treat)
62. Pas de temps à perdre (No Time to Lose)
63. Titre français inconnu (Monument to S.C.U.M.)
64. Les lumières du Nord (Northern Lights)
65. Le tonnerre de Thor (Thor's Thunder)

## Autour de la série
- Le nom de « James Bond junior » avait déjà été utilisé en 1967 dans un roman spin-off nommé 003½: Les Aventures de James Bond Junior écrit sous le pseudonyme de R. D. Mascott.
- L'aspect graphique de cette série fait penser à Capitaine Planète.
- Certains méchants issus des films de James Bond sont présents dans la série comme le docteur No, Odd-Job, Requin et Goldfinger.
- Cette série a été créée entre les films Permis de tuer (1989) et GoldenEye (1995), respectivement avec Timothy Dalton et Pierce Brosnan.
- La série a été adaptée en jeu vidéo, James Bond Junior, sorti sur NES et Super Nintendo en 1992.